# Partitiv

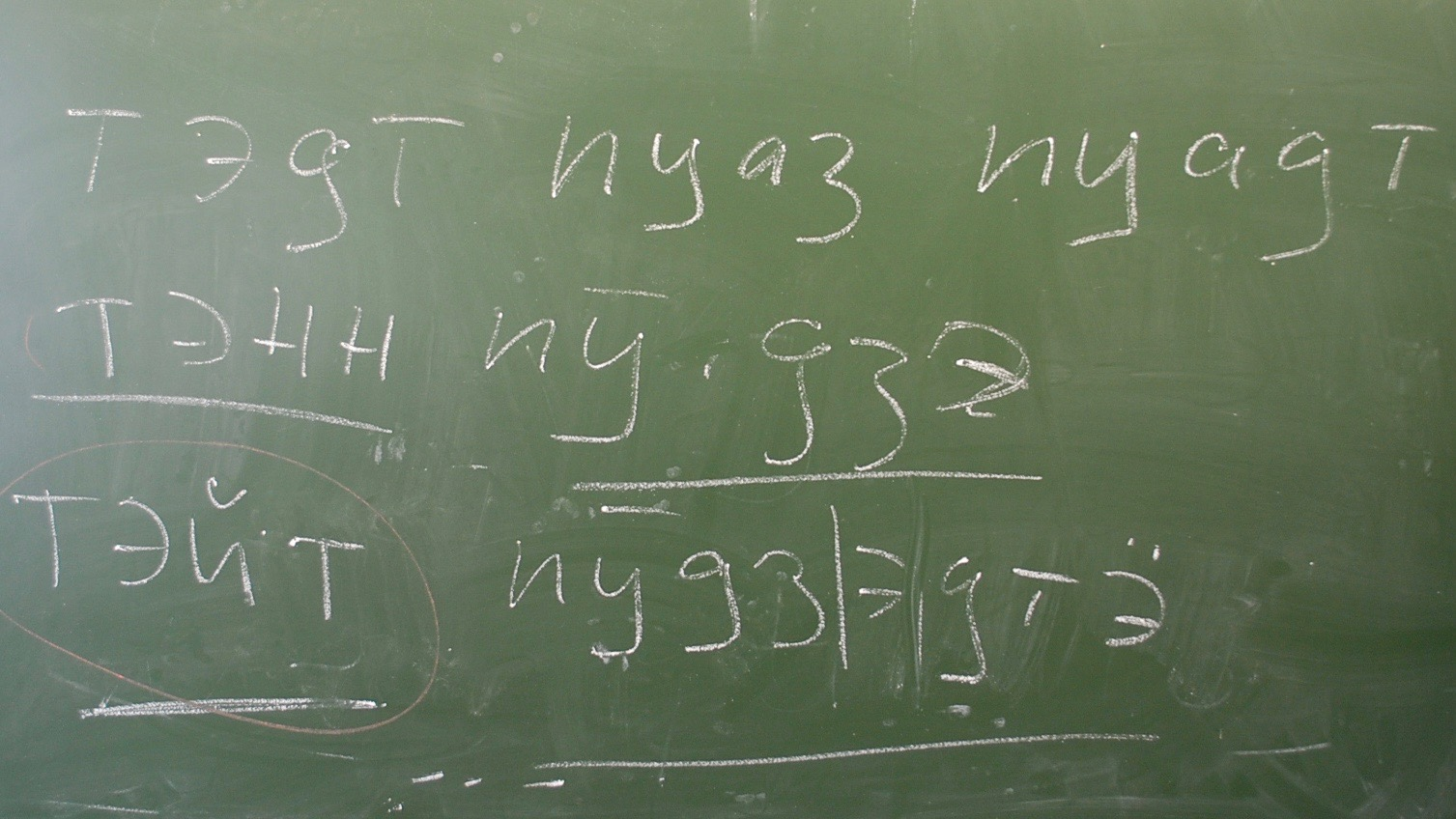
En kildinsamisk nominal (ofullständig) böjningsparadigm skriven på en krittavla. Nominalfrasen längst nere тэйт пӯдзэдтӭ (tejt pudzedte) „denna renar“ illustrierar partitiv (пӯдзэ pudze är genitiv/ackusativ och пуаз puaz nominativ)

Partitiv är ett grammatiskt kasus som uttrycker en (vanligen obestämbar) del av en helhet ("vatten" → "ett glas vatten").
I svenskan motsvaras partitiv vanligen av artikellöshet (dricka kaffe). I vissa norrländska dialekter förekommer dock bestämd form i partitiv (dricka kaffet eller fiska laxen). I franskan och italienskan uttrycks partitiv genom användning av partitiv artikel (franska du pain, italienska del pane, bröd). 

## Partitivändelser
Finska: -a, -ä, -ta, -tä, -tta, -ttä.

Estniska: Singularis: -t, vokal (-a, -e, -i, -u), -d, eller ytterst sällan -da

Plural: -id, -sid eller vokal (-e, -i eller -u)
I finskan bildas partitiv oftast genom att man lägger till -a/ä, -ta/tä eller -tta/ttä (flerstaviga stammar som slutar på e) i slutet av ordet: maitoa mjölk, piimää fil, maata land, yötä natt, terveyttä hälsa, huonetta rum.
I estniskan bildas partitiv ofta genom att lägga till ändelser på ordets nominativ- eller genitivform: lemmik favorit (nominativ), lemmiku (genitiv) → lemmikut (partitiv singularis), lemmikuid (partitiv pluralis).

## Användning i finska
I finskan används partitiv i flera sammanhang, bland annat:
- Med räkneord eller andra mängdangivelser i singularis: kaksi taloa ”två hus”, monta lintua ”många fåglar”; däremot kahdet housut ”två par byxor” (här är räkneordet i pluralis eftersom byxorna är par).[2]
- Vid obestämd mängd: sielläpä on kalaa! ”vad det finns fisk där!”[3]
- Bestämningen till ett måttord: kilo voita "ett kilo smör"[3]
- Vid oavslutade handlingar: luin kirjaa ”jag (höll på och) läste (i) en bok/boken”, ammuin karhua ”jag sköt (mot/på) björnen”; jämför luin kirjan ”jag läste boken (helt och hållet)”, ammuin karhun ”jag sköt björnen”.[1]
- Med vissa ord används (i grundbetydelsen) alltid partitiv, då handlingen uppfattas som fortgående: rakastan Bachia ”jag älskar Bach” [4]
- Vid nekande eller tvivel: en löydä takkia ”jag hittar inte jackan”, lukeekohan hän sitä kirjaa? ”knappast läser han väl den boken?” (beroende på sammanhang också ”måntro han (som bäst) läser i den boken”)[4]
- Ibland som hövlighetsform: saanko lainata kirjaa ”får jag låna boken (eg. så smått)”, riisukaahan takkia ”tag av er (eg. av) jackan”.